# Лади (Сохачевський повіт)
Лади (пол. Łady) — село в Польщі, у гміні Ілув Сохачевського повіту Мазовецького воєводства.
Населення — 81 особа (2011).
У 1975-1998 роках село належало до Плоцького воєводства.

## Демографія
Демографічна структура станом на 31 березня 2011 року:
|          | Загалом | Допрацездатний вік | Працездатний вік | Постпрацездатний вік |
| -------- | ------- | ------------------ | ---------------- | -------------------- |
| Чоловіки | 42      | 6                  | 30               | 6                    |
| Жінки    | 39      | 6                  | 22               | 11                   |
| Разом    | 81      | 12                 | 52               | 17                   |